# Fronte nuovo delle arti
Il Fronte Nuovo delle Arti è stato un movimento artistico italiano attivo a Venezia, Roma e Milano nell'immediato dopoguerra (dal 1946 al 1950).

## L'arte del Fronte Nuovo
È difficile parlare di uno stile unitario del Fronte Nuovo delle Arti, anche per via della configurazione stessa del movimento, che non si identificava in particolari codici estetici, bensì in una appartenenza storica, di età, generazionale. Il suggerimento più utile è quello di osservare l'opera dei singoli componenti del movimento, ma è comunque possibile un'analisi ad un certo livello di astrazione.
Nella mostra “Corpora, Fazzini, Guttuso, Monachesi, Turcato” del dicembre 1946 alla Galleria del Secolo (Roma), i cinque artisti – tutti appartenenti al Fronte eccetto Monachesi – si presentarono con un “Manifesto del neo-cubismo”, pubblicato nel catalogo della stessa mostra. Qui dichiarano che loro, come tanti altri giovani dalle “esperienze differenti ed isolate”, a Roma come in altre città italiane si erano ritrovati uniti nell'“esigenza d'esprimere la realtà attraverso il rinnovamento del linguaggio”, a partire dall'insegnamento di “quel filone che potremo definire classico della tradizione figurativa moderna che parte da Cézanne, e si sviluppa nel fauvismo e soprattutto nel cubismo”. Non vogliono essere dei cubisti a tutti gli effetti: apprendono dalla lezione cubista “educazione, disciplina e coscienza formale”, ma “senza cedere ad astrazioni” che facciano dimenticare la “realtà” e l'“uomo”.
Il principale punto di riferimento stilistico del Fronte è il linguaggio di area “postcubista” (dalle influenze del Picasso dei secondi anni trenta – dopo Guernica – e della Nouvelle École de Paris, che coniugava la tradizione cubista e fauve).
Non si tratta del “primo postcubismo” (cubismo sintetico, orfico..), che sostanzialmente mantiene la sintesi formale del cubismo. Il “secondo postcubismo” introduce anche un nuovo codice formale, che punta ad una rappresentatività icastica: “Guernica” ne è un emblema, sia formale che etico. Più o meno direttamente, contribuiranno alle basi di questo nuovo linguaggio anche l'opera contemporanea di Braque e quella di Matisse.
Se si volesse scattare una fotografia rappresentativa dell'arte del Fronte Nuovo, si potrebbe guardare alle due sale che gli furono dedicate alla Biennale di Venezia del 1948. Vi erano esposti l'originale postcubismo narrativo di Guttuso, l'opera di Birolli, anch'essa di tipo narrativo, ma maggiormente inserita nel linguaggio postcubista consolidato, la narratività liricamente evocata di Corpora e Santomaso, il lirismo frenetico di Pizzinato; e altre ricerche ancora, come il totemismo di Morlotti, le dinamiche interpretazioni formali di Vedova e le analogie di tipo formale di Turcato (questi ultimi due si allontanavano dalla figurazione più di tutti gli altri artisti del Fronte). Infine, per quel che riguarda la scultura, vi si poteva ammirare la narrativa sintesi postcubista di Leoncillo, l'originale arcaismo di Nino Franchina e l'organicità plastica di Viani.

## Contesto internazionale
Negli Usa il “secondo post-cubismo” sarà un punto di partenza per l'espressionismo astratto informale (assieme agli insegnamenti del sintetismo e del surrealismo, rispettivamente su segno e colore e sull'automatismo psichico).
In Francia operano i pittori della Nouvelle École de Paris (gli artisti influenzati dal Picasso post-Guernica e dai fauve). Questa generazione di giovani pittori francesi viene introdotta in Italia in queste occasioni: Raymond Cogniat in “Argine Numero” parlò della mostra alla Galerie René Drouin di Parigi a fine primavera 1945 (cui parteciparono Fougeron, Gischia, Manessier, Le Moal, Robin, Tal-Coat, Tailleur, Singer, Pignon), citando anche Estève, Bazaine e Lapicque, e la mostra “Pittura francese d'oggi” alla Galleria Nazionale d'Arte Moderna (Roma) espose delle loro opere (seconda metà del 1946).
Contemporaneamente, in Europa prende forma l'esperienza del CO.BR.A.: schematismi figurali di influenza postcubista innestati sulla tradizione espressionista nordeuropea (animistica e narrativa, come Nolde) atti a riproporre, attraverso il segno e il gesto, l'automatismo surrealista. Anche il CO.BR.A. viene considerato un esempio precoce di espressionismo astratto.

## Storia del Fronte Nuovo

### Premesse italiane e nascita del movimento
Il secondo postcubismo si afferma in Italia a metà anni quaranta. Le sue origini dirette sono legate a Roma, Milano e Venezia. A Roma, nella metà degli anni trenta con Mazzacurati e Cagli e il loro rapportarsi al cubismo, all'inizio dei Quaranta attraverso le ricerche di Severini (e il suo studio orientato su Braque) e infine gli intuitivi approdi dei giovani, come Guttuso (“Crocifissione”, 1940-41). A Milano, all'inizio degli anni quaranta si hanno Morlotti e Cesare Peverelli (all'interno di Corrente). A Venezia, tra fine Trenta e inizio Quaranta, Deluigi e Arturo Martini (questi ultimi esposero i frutti della loro ricerca alla Biennale del 1942).
In Italia si parla spesso di “cubismo” -solitamente legato a influenze espressioniste- nei Premi Bergamo (1939-1942), in particolare per l'opera di Guttuso (se ne parla anche nelle colonne di “Primato”) e di Severini. Nel 1945 il pittore Egidio Bonfante raggruppa i primi postcubisti italiani, e li definisce come “cubismo realista”: sono Guttuso, Morlotti, Cassinari, Vedova, Peverelli, Ajmone e Testori. L'anno seguente, lo stesso Bonfante pubblica “Arte Cubista” (Edizioni Ateneo, Venezia) assieme a Juti Ravenna.
Nel dicembre del 1945 a Milano nasce il foglio “Argine Numero”, che raccoglie Guttuso, Morlotti, Cassinari, Birolli, Pizzinato, e i più giovani Francese, Chighine, Dova e Bergolli; alla fine del 1947 muterà in “Numero Pittura”. Nel numero 2 (già con il nome “Numero”, marzo 1946) sono presenti un annuncio alla mostra milanese “Oltre Guernica” e il “Manifesto del realismo di pittori e scultori”, stilato un mese prima e recante le firme di Ajmone, Bergolli, Bonfante, Dova, Morlotti, Paganin, Peverelli, Tavernari, Testori e Vedova; veniva affermata la distanza dalle figurazioni susseguitesi dal naturalismo all'espressionismo, la contrarietà al concretismo e una determinata continuità con la seconda “fase” di Corrente (primi anni quaranta). Nel maggio 1946 nasce anche la rivista “Il 45”.
Nell'ottobre 1946 prende vita il Fronte Nuovo delle Arti. Il gruppo ha origine a seguito di una serie di incontri, tenuti a Venezia, tra Emilio Vedova, Renato Birolli, Ennio Morlotti, Armando Pizzinato, Giuseppe Santomaso, Alberto Viani ed alcuni critici tra i quali Giuseppe Marchiori. Il loro obiettivo era quello di recepire anche nell'arte italiana le ultime esperienze europee, superando così le posizioni allora dominanti nella cultura italiana, tra cui quelle espresse dal movimento di Novecento. In questo Vedova e Birolli proseguono l'esperienza di Corrente, gruppo nel quale ambedue hanno militato prima della guerra.

### Assetti interni e formazioni del Fronte
Nel suo primo periodo di vita, il Fronte Nuovo delle Arti era così localizzato: una base veneziana, quella del critico d'arte Giuseppe Marchiori (responsabile della fondazione della Secessione e del Fronte), che non aveva dubbi sull'espansione del gruppo degli artisti; una milanese, avente come esponenti Birolli e Morlotti (che comunque stavano a Parigi), coordinata dal critico d'arte Stefano Cairola e dallo stesso Marchiori; una romana, organizzata attorno alla figura di Guttuso, che si rivelò l'area prevalente e la più problematica per le pressioni sulle formazioni. È proprio Guttuso che spingerà per il carattere di specificità generazionale del movimento e per il cambio di nome da Secessione a Fronte.
- settembre e ottobre 1946: il neonato gruppo si assegna il nome di Nuova Secessione Artistica Italiana e pubblica il 1º ottobre 1946 a Venezia il proprio manifesto, redatto da Marchiori, e sottoscritto da Emilio Vedova, Renato Birolli, Ennio Morlotti, Armando Pizzinato, Giuseppe Santomaso, Alberto Viani, Bruno Cassinari, Renato Guttuso, Leoncillo, Carlo Levi. Successivamente, su sollecitazione di Guttuso, il gruppo adotta la denominazione di Fronte Nuovo delle Arti. Lo stesso Guttuso propone l'ammissione di Mafai, Santo Marino e qualcun altro di quella generazione, di altri artisti romani come Consagra, Corpora e Fazzini e di qualche artista milanese consigliato da Birolli e Morlotti (ad esempio, Giovanni Paganin). In quella maniera Guttuso punta a costruire un “fronte unito di tutte le forze in opposizione al Carrachirico e al novecentaccio”. Raccomanda sempre di non richiedere “impegni estetici”, piuttosto l'unione sotto una coscienza storica, di età e generazione, e si dice favorevole all'espressione “artisti promotori”, che evidenzia l'apertura del movimento.[3]
- novembre 1946: Birolli, Cassinari, Guttuso, Morlotti, Pizzinato, Santomaso, Vedova, Leoncillo e Viani, uniti sotto il nome “Nuova Secessione Artistica Italiana – Fronte Nuovo delle Arti”, iniziano a selezionare le proprie opere per l'esposizione del gennaio 1947.
- maggio 1947: Guttuso propone l'ingresso di Monachesi, Consagra, Cagli, Afro, Mirko (tutti appartenenti alla situazione romana), Treccani (da Milano) e Moreni (da Torino; l'unico, tra questi, che per un periodo farà parte effettivamente del Fronte).
- giugno-luglio 1947: il Fronte Nuovo delle Arti espone alla Galleria della Spiga di Milano. Marchiori redige l'introduzione del catalogo, che comprende gli artisti che hanno sottoscritto il manifesto (tranne Levi e Cassinari, che hanno ritirato la propria adesione), ai quali si aggiungono i romani Corpora, Fazzini, Nino Franchina, e Turcato, introdotti nel gruppo da Guttuso. Il catalogo della mostra contiene poi saggi di Argan, Guttuso, Lucchese, Maltese, Moravia, De Micheli, Bettini, Venturi e Valsecchi, che presentano individualmente gli artisti.
- 1948: gli artisti del Fronte (eccetto Fazzini), presentati in catalogo da Marchiori, partecipano assieme alla Biennale veneziana, la prima del dopoguerra. Alla Mostra Internazionale d'Arte Contemporanea tenutasi a Bologna manca anche Franchina.
- 1950: entra anche Moreni, ma a breve vi sarà lo scioglimento del gruppo.

### Fenomeni paralleli in Italia
Nel dicembre del 1946 nella Galleria del Secolo a Roma si tiene la mostra “Corpora, Fazzini, Guttuso, Monachesi, Turcato”. Nel catalogo è pubblicato il “Manifesto del neo-cubismo”, firmato dagli stessi artisti, che afferma la necessità di esprimere la realtà con un rinnovamento del linguaggio (quello postcubista). A Venezia è già in piedi da alcuni mesi la Nuova Secessione Italiana, anch'essa dal linguaggio postcubista.
Poco dopo a Roma si costituisce il gruppo di Forma 1 dell'aprile 1947 il primo numero del foglio omonimo), che da un iniziale postcubismo guttusiano ed interesse per la nuova generazione di pittori francesi raggiunge l'anno successivo un approccio alla forma di tipo non-figurativo, lasciandosi alle spalle il linguaggio postcubista.
Nel resto d'Italia nacquero diverse esperienze a partire dal linguaggio postcubista: a Napoli, il Gruppo Sud, formatosi nel dicembre 1947 (espose al Blu di Prussia fino al luglio 1948); a Firenze, Arte d'oggi, nato nel 1947 per iniziativa di Nativi, Berti, Brunetti e Farulli; a Bologna il gruppo che ruotava attorno alla rivista “Cronache” (Borgonzoni, Ciangottini, Mandelli, Minguzzi e Ilario Rossi).
Assieme al Fronte Nuovo delle Arti si riuniva un gruppo eterogeneo di situazioni artistiche. Nel febbraio-marzo 1947 alla mostra “Arte italiana d'oggi Premio Torino 1947” vi prendeva parte un'area prevalentemente postcubista con umori espressionisti (Guttuso, Morlotti, Cassinari, Pizzinato, Moreni, Consagra, Fazzini, Mastroianni, Minguzzi) o liberamente segnisti (Vedova), un'area concretista e una neoespressionista.
Nel 1948 il Fronte fu al centro dell'attenzione alla “Rassegna di pittura e scultura italo-francese” organizzata dal gruppo Arte d'oggi a Firenze (in marzo alla Galleria Firenze), alla “Rassegna Nazionale di Arti Figurative” delle Quadriennali di Roma (marzo-maggio), al “Premio Forte dei Marmi” (rassegna delle avanguardie italiane; nell'estate) e alla “Prima Mostra Nazionale d'Arte Contemporanea” a Bologna (ottobre-novembre), con una partecipazione particolarmente rappresentativa, seconda solo all'esposizione alla Biennale di quello stesso anno. La sua presenza alla Biennale del 1948 rappresenta il picco qualitativo e di maturità del Fronte, nonché il momento di massima visibilità del gruppo, che si confronta senza sfigurare con gli artisti internazionali presenti alla manifestazione.
Nel 1949 opere degli artisti del Fronte sono presenti alla “Mostra di pittura italiana moderna” alla Galleria di Pittura (Milano, a gennaio); Soby e Barr, in occasione della mostra “Twentieth Century Italian Art” al Museum of Modern Art di New York, definiscono la situazione postcubista come l'esperienza più autentica e importante dell'arte italiana contemporanea; nell'ottobre Orengo e Turati (con presentazione di Gino Ghiringhelli) pubblicano a Torino “Pittura moderna italiana”, che comprende gli ultimi lavori di Afro, Birolli, Cagli, Guttuso, Moreni, Morlotti, Pizzinato e Vedova, tutti artisti accomunati dall'esperienza postcubista.

### Scioglimento del Fronte
La “Prima Mostra Nazionale di Arte Contemporanea” dell'ottobre 1948 a Bologna vide la presenza di una ricerca postcubista ancora più ampia di quella presente alla Biennale appena conclusasi (cui presero parte anche Afro, Cagli e Cassinari). Gli artisti che vi esposero erano i seguenti: il Fronte Nuovo delle Arti, gli stessi Afro, Cagli e Cassinari, e ancora Mirko, Peverelli, Francese, Chighine, Mandelli, Romiti, Bernabè, Borgonzoni e Martina.
Nell'ultima giornata della mostra, Guttuso prese parte al dibattito sulle prospettive astrattiste e realiste dell'arte italiana, schierandosi apertamente dalla parte del realismo per quel che riguarda il suo operato col Fronte.
In quegli anni l'Italia era attraversata da importanti cambiamenti: nella metà del 1947 il terzo governo De Gasperi (formato da PCI, PSI, DC e un indipendente) va in crisi, e pochi mesi dopo il PCI subirà una sconfitta elettorale da parte della DC. Togliatti, su indicazioni di Mosca, irrigidisce la posizione del Partito sul ruolo dell'intellettuale, escludendo qualunque tipo di concessione all'arte astratta o comunque non impegnata su temi sociali e politici.
Dal periodico culturale comunista “Rinascita”, Togliatti (sotto lo pseudonimo di Roderigo di Castiglia) stronca con toni durissimi la “Prima Mostra Nazionale di Arte Contemporanea” di Bologna, definendola “raccolta di cose mostruose” e di “scarabocchi”, cui gli artisti del Fronte replicarono nel numero successivo con una lettera ispirata e stesa da Guttuso, sostenendo la necessità di apertura a diverse esperienze internazionali che, con le loro peculiarità espressive, potevano dare un apporto alle lotte della classe operaia.
In quello stesso anno vi erano state delle dichiarazioni di Guttuso in due articoli che recensivano la Biennale del 1948: parlò degli orientamenti formalisti dell'avanguardia italiana, sottolineando nuovamente la necessità di distinguere chiaramente “l'utile dall'inutile e il vero dal falso” e di tenere a mente la lezione di Picasso, cioè che “il pittore deve raccontare ed esaltare le imprese del suo tempo”. E poi, rivolgendosi ai giovani artisti, la raccomandazione di cominciare a “cercare, al di là delle astrazioni e delle scorribande formali, il modo di legarsi ai nuovi contenuti”, in quanto “si pone a tutti noi il problema del contenuto come primo problema”.
La somma di questi avvenimenti introdusse nel Fronte delle questioni di “tendenze estetiche”, da sempre estranee allo spirito e alle proposizioni del movimento. Prima Pizzinato e poi Guttuso ripudiano l'astrattismo ed annunciano l'abbandono del Fronte, che si scioglie ufficialmente il 3 marzo 1950 a Venezia.
La dichiarazione di scioglimento del Fronte è un atto morale che rimette l'attività artistica alle “responsabilità individuali”, tra chi sosteneva la “politicità, in ogni manifestazione della vita e quindi anche dell'arte” e chi sosteneva la “sua libertà [dell'arte]”. Alla dichiarazione principale si accompagnavano anche le singole dichiarazioni di Santomaso, Vedova e Pizzinato.
Alla Biennale del 1950, gli artisti provenienti dal Fronte partecipano distinti in due gruppi, quello dei realisti, aderenti all'ortodossia estetica del Partito Comunista Italiano, e quello degli astrattisti che rivendicano il primato della libertà delle scelte degli artisti su ogni condizionamento ideologico. Da questo secondo gruppo nascerà nel 1952 il Gruppo degli otto, i cui componenti provengono per la maggior parte dall'esperienza del Fronte.